# HA! HA! HA!
『HA! HA! HA!』（ハ ハ ハ）は、イギリスのポストパンクバンド、ウルトラヴォックス!のセカンドアルバム。1977年10月14日リリース。オリジナルメンバーであるギタリスト、スティーヴィー・シアーズが参加した最後の作品となった。

## 収録曲
1. ロックロック / ROckWrok （ジョン・フォックス） - 3:34
2. フローズン・ワンズ / The Frozen Ones （フォックス） - 4:07
3. ウェスタン・ワールド / Fear in the Western World （ウルトラヴォックス） - 4:00
4. ディスタント・スマイル / Distant Smile （ビリー・カーリー, フォックス） - 5:21
5. マン・フー・ダイ・エヴリ・デイ / The Man Who Dies Every Day （ウルトラヴォックス） - 4:10
6. アーティフィシャル・ライフ / Artificial Life （カーリー, フォックス） -  4:59
7. スティル・アライヴ / While I'm Still Alive （フォックス） - 3:16
8. ヒロシマ・モナ・ムール / Hiroshima Mon Amour （ウォーレン・カン, カーリー, フォックス） - 5:13

### 2006年リイシュー版ボーナス・トラック
1. Young Savage - 2:56
2. The Man Who Dies Every Day (remix) -  4:15
3. Hiroshima Mon Amour (alternative version) -  4:54
4. Quirks - 1:40
5. The Man Who Dies Every Day (live) - 4:15
6. Young Savage (live) - 3:25

## メンバー
- ジョン・フォックス - ボーカル, ギター ("Hiroshima Mon Amour")
- ウォーレン・カン - ドラムス, ボーカル, ドラムマシン ("Hiroshima Mon Amour")
- クリス・クロス - ベース, ボーカル
- ビリー・カーリー - キーボード, ヴァイオリン
- スティーヴィー・シアーズ - ギター